# Butoves
Butoves är en ort i Tjeckien. Den ligger i den centrala delen av landet, 80 km öster om huvudstaden Prag. Butoves ligger 264 meter över havet och antalet invånare är 174.
Terrängen runt Butoves är platt.Runt Butoves är det ganska glesbefolkat, med 50 invånare per kvadratkilometer. Närmaste större samhälle är Jičín, 7,8 km nordväst om Butoves. Trakten runt Butoves består till största delen av jordbruksmark.